# Coenotephria mixtata
Coenotephria mixtata är en fjärilsart som beskrevs av Otto Staudinger 1879. Coenotephria mixtata ingår i släktet Coenotephria och familjen mätare. Inga underarter finns listade i Catalogue of Life.